# Sarah Winnemucca
Pour les articles homonymes, voir Winnemucca.
Sarah Winnemucca (née vers 1844 à Thocmentony et morte le 17 octobre 1891) est une écrivaine amérindienne, de la tribu des Païutes de langue anglaise. Elle publie sous son nom d'épouse, Sarah Winnemucca Hopkins, sa Vie parmi les Paiutes (Life Among the Paiutes: Their Wrongs and Claims), dans laquelle elle décrit les premiers contacts de son peuple avec les explorateurs et les colons blancs.

## Jeunesse
Née vers 1844 à Humboldt Sink dans la partie occidentale de l'actuel État du Nevada, Sarah Winnemucca est la fille du chef Winnemucca (en) (Poito). Son grand-père, appelé « Truckee » (ce qui signifie « bon » en langue païute), avait aidé l'expédition de John C. Frémont à travers le Grand Bassin en 1843-1845. Plus tard, il combat dans la guerre entre les États-Unis et le Mexique. Il place sa petite-fille dans la famille de William Ormsby à Carson City dans le Nevada pour recevoir une éducation occidentale. Elle apprend notamment à lire et écrire en anglais.
En 1868, environ 490 Païutes survivants partent dans un camp militaire, qui deviendra connu comme le fort McDermit, sur la frontière entre le Nevada et l'Oregon. Ils croient obtenir la protection de l'armée américaine contre les volontaires du Nevada. En 1872, le gouvernement fédéral crée la réserve de Malheur (en) dans l'est de l'Oregon, désignée par le président Ulysses S. Grant pour accueillir les Païutes du nord et les Bannocks dans la région. Trois groupes de Païutes y partent à ce moment. En 1875, Sarah, son frère Natchez et sa famille, et leur père Old Winnemucca y vont aussi.
William Ormsby est tué pendant la première bataille de la guerre des Païutes et la famille de Sarah doit intégrer la réserve indienne de Malheur (en). Elle enseigne dans une école locale et sert d'interprète à l'agent Samuel Parrish.
Son successeur, l'agent William Rinehart, maltraite les Païutes qui quittent la réserve. Le peuple Bannock déclenche une guerre contre les Blancs. Pendant ce conflit, Sarah Winnemucca travaille comme interprète pour l'armée américaine. Après la guerre, elle se rend à la réserve indienne des Yakamas (territoire de Washington). En 1879-1880, elle se rend avec son père à Washington pour aider son peuple auprès du secrétaire à l'Intérieur Carl Schurz.

## Conférences et écrits
Sarah épouse Lewis H. Hopkins, à San Francisco. Elle traverse le pays vers l'est en 1883 et donne de nombreuses conférences. Son livre Life Among the Paiutes, est publié en 1883 ; il est écrit avec l'aide de son mari qui recherche de la documentation à la bibliothèque du Congrès.
Après son retour au Nevada, Sarah Winnemucca Hopkins construit une école pour promouvoir la culture et la langue des Amérindiens. Elle doit la fermer après le Dawes Severalty Act de 1887, qui impose l'anglais comme langue d'enseignement. Elle se retire de la vie publique après la mort de son mari en 1887 et meurt de la tuberculose à Henry's Lake (Nevada).

## Hommages
- Elle est inscrite au National Women's Hall of Fame.
- Le cratère vénusien Winnemucca a été nommé en son honneur.

### Traduction en français
- Ainsi je suis venue (Life among the Paiutes..., trad. par Pauline Tardieu-Collinet, 2022, Anacharsis éd., Toulouse, 2022, 320 p.  (ISBN 979-10-279-0437-2)